# Ádám Pattantyús
Ádám Pattantyús (* 10. Oktober 1978 in Nagykőrös) ist ein ungarischer Tischtennisprofi. Er ist Abwehrspieler und verwendet den europäischen Shakehand-Stil. Er spielt in der Mannschaft Zooleszcz Gwiazda.

## Werdegang
Pattantyús nahm an vielen World-Tour Turnieren für sein Land teil. Hier spielte er 2016 unter anderem die Kuwait Open, wo er allerdings schon in der Qualifikation ausschied. Bei der Qualifikation zur Europameisterschaft gewann Pattantyus gegen den Kroatier Tan Ruiwu. Bei den Polish Open im selben Jahr gewann er in der ersten Runde gegen Mihai Bobocica und verlor allerdings später gegen Dimitrij Ovtcharov. Bei den Hungarian Open 2017 schied er in der ersten Runde aus.
1999 schloss er sich dem deutschen Verein SB DJK Rosenheim an. Später spielte er in Österreich bei den Vereinen TTC Flötzersteig Wien, SG Gumpoldskirchen und UTTC-Stockerau.

## Erfolge
- Weltmeisterschaften
  - 2013 Einzel Runde 64
  - 2015 Einzel Runde 64
  - 2014 Team Runde 16
- Olympische Spiele
  - 2012 Einzel Runde 128/ 1. Runde
  - 2016 Einzel Runde 64/ 2. Runde
  - 2012 Team Runde 16
  - 2016 Team Runde 16
- World Cup
  - 2009 Einzel Achtelfinale
  - 2011 Einzel Gruppendritter
- Sonstige Turniere
  - 2016 Hungary Open Einzel Gewinner

## Sonstiges
Pattantyus nahm 2012 an den Olympischen Spielen teil.